# Mali Skočaj
Mali Skočaj horvát falu Bosznia-Hercegovinában, Bihács községben, a Bosznia-hercegovinai Föderáció Una-Szanai kantonjában. 

## Fekvése
Bihácstól légvonalban 6, közúton 14 km-re délre, a horvát határ mentén, a Skočajska draga-patak völgye feletti fennsíkon, Međudražje és Veliki Skočaj között fekszik. Korábban Horvátországhoz, de a második világháború utáni határváltozások után Bosznia-Hercegovina területére esett.

## Népessége
| Nemzetiségi csoport | Népesség 1991 | Népesség 2013 |
| ------------------- | ------------- | ------------- |
| Szerb               | 0             | 0             |
| Bosnyák             | 0             | 0             |
| Horvát              | 89            | 22            |
| Jugoszláv           | 0             | 0             |
| Egyéb               | 0             | 0             |
| Összesen            | 89            | 22            |

## Története
A zavaljei plébánia területe az ún „Novoselija” Lika legnagyobb részével ellentétben nem 1689-ben szabadult fel fel, hanem 1791-ig török fennhatóság alatt maradt. A falu területe az 1791-es szisztovói békével került a Habsburg Birodalomhoz, amikor Törökország kiürítette az akkori osztrák határmente sekély zónáját. Ez a zóna Cetinjétől Srb területéig terjedt, szélessége 15-20 kilométer volt. A zóna muzulmán lakossága a mai Bihács környékére költözött, a kisszámú nem muszlim lakosság egy részével együtt. Helyükre likai telepesek érkeztek, akik katolikus és ortodox vallásúak is voltak. 1878-ban a katonai határőrvidék megszüntetésével Lika-Korbava vármegye Korenicai járásának része lett. 1912-ben felépült a falu temploma.
1918-ban az új Szerb-Horvát Szlovén Királyság része lett. Az 1921-es népszámlálás szerint Zavalje község (Veliki és Mali Skočaj, Međudražje, Zavalje, Veliki és Mali Baljevac falvakkal) a Korenicai járáshoz tartozott, és 3024 lakosa volt, ebből 2565 horvát és 459 szerb. 1925-ben az új közigazgatási felosztásban a Száva banovina Korenicai járásához tartozott.
A második világháborúban sok lakos veszett oda. 1947-ben a szomszédos horvát falvakkal együtt Bosznia-Hercegovinához csatolták. Az 1950-es években tovább folytatódott az elvándorlás. A helyiek, bár 1947 óta Bosznia-Hercegovinához tartoznak ma is likainak tartják magukat. Az Assisi Szent Ferenc plébánia, amelyhez a falu tartozik, ma is a horvát Gospić-Zenggi egyházmegye része. 1994 novemberében a zavaljei plébánia összes faluját felgyújtották. A plébánia népét elüldözték, a plébániatemplomot megrongálták. 1995 augusztusában, amikor a horvát hadsereg felmentette az ostromlott Bihácsot, a zavaljei plébánia területe is felszabadult a megszállás alól.